# Mateba Autorevolver
 (juillet 2023).
La mise en forme du texte ne suit pas les recommandations de Wikipédia : il faut le « wikifier ».
Les points d'amélioration suivants sont les cas les plus fréquents. Le détail des points à revoir est peut-être précisé sur la page de discussion.
- Les titres sont pré-formatés par le logiciel. Ils ne sont ni en capitales, ni en gras.
- Le texte ne doit pas être écrit en capitales (les noms de famille non plus), ni en gras, ni en italique, ni en « petit »…
- Le gras n'est utilisé que pour surligner le titre de l'article dans l'introduction, une seule fois.
- L'italique est rarement utilisé : mots en langue étrangère, titres d'œuvres, noms de bateaux, etc.
- Les citations ne sont pas en italique mais en corps de texte normal. Elles sont entourées par des guillemets français : « et ».
- Les listes à puces sont à éviter, des paragraphes rédigés étant largement préférés. Les tableaux sont à réserver à la présentation de données structurées (résultats, etc.).
- Les appels de note de bas de page (petits chiffres en exposant, introduits par l'outil «  Source ») sont à placer entre la fin de phrase et le point final[comme ça].
- Les liens internes (vers d'autres articles de Wikipédia) sont à choisir avec parcimonie. Créez des liens vers des articles approfondissant le sujet. Les termes génériques sans rapport avec le sujet sont à éviter, ainsi que les répétitions de liens vers un même terme.
- Les liens externes sont à placer uniquement dans une section « Liens externes », à la fin de l'article. Ces liens sont à choisir avec parcimonie suivant les règles définies. Si un lien sert de source à l'article, son insertion dans le texte est à faire par les notes de bas de page.
- La présentation des références doit suivre les conventions bibliographiques. Il est recommandé d'utiliser les modèles {{Ouvrage}}, {{Chapitre}}, {{Article}}, {{Lien web}} et/ou {{Bibliographie}}. Le mode d'édition visuel peut mettre en forme automatiquement les références.
- Insérer une infobox (cadre d'informations à droite) n'est pas obligatoire pour parachever la mise en page.

Pour une aide détaillée, merci de consulter Aide:Wikification.
Si vous pensez que ces points ont été résolus, vous pouvez retirer ce bandeau et améliorer la mise en forme d'un autre article.
Le Mateba Model 6 Unica (souvent connu simplement sous le nom de Mateba ou Mateba Autorevolver ) est un revolver semi-automatique à recul, l'une des armes adaptations de revolver avec un système semi-automatique jamais produit. Il a été développé par Mateba, basé à Pavie, en Italie. L'inventeur Emilio Ghisoni (1937–2008), également célèbre pour avoir conçu plus tard le revolver italien Chiappa Rhino, est répertorié comme le propriétaire du (en) Brevet U.S. 4712466 qui détaille le fonctionnement du système de fonctionnement  l'arme.

## Conception
Le Mateba Model 6 utilise le recul généré par le tir pour faire tourner le barillet et armer le marteau, contrairement aux revolvers conventionnels, qui dépendent de l'action de l'utilisateur qui appuie physiquement sur la gâchette et/ou arme le chien pour actionner le mécanisme de rotation du barillet de l'arme.
L'alignement du canon du Mateba Autorevolver est différent de la plupart des autres revolvers. Le canon est aligné sur la chambre du bas du barillet, alors que pour les revolver conventionnel, le canon est aligné avec la chambre du haut. Cela abaisse l'axe d'alésage (ligne du canon) qui dirige le recul en ligne avec la main du tireur, réduisant ainsi le mouvement de torsion au niveau du poignet de l'utilisateur des revolvers normaux.
L'ensemble supérieur du revolver (canon, barillet et cadre) est monté via des rails, sur le cadre inférieur, qui abrite la queue de détente, le marteau et la poignée, et recule de 1/2 pouce, ou 12,7 mm, lors du tir. Le mouvement vers l'arrière de l'ensemble supérieur arme le marteau et le barillet est mis en rotation sur la course qui renvoie la carcasse vers l'avant. Cette action unique fait de ce revolver une arme semi-automatique, ce qui en fait l'un des très rares modèles de revolver semi-automatique, une autre conception notable, et dont le fonctionnement et assez semblable, étant le revolver automatique à armement automatique Webley-Fosbery . La possibilité de chambrer l'arme en 454 Casull fait de ce revolver l'une des armes de poing semi-automatiques les plus puissantes jamais produites. Ce chambrage place le Mateba à un niveau de comparaison avec d'autres armes à feu comme le pistolet Wildey chambré en .475 Wildey Magnum et .44 Mag du pistolet AutoMag.

## Variantes
Le Mateba Autorevolver et Grifone ont été produits avec différentes finitions :
- Bleui
- Nickel satiné
- Nickel poli (jusqu'en 2000)

Les premiers modèles de l'Unica 6 Autorevolver n'incluaient pas de point de montage à l'avant du cadre en avant du pontet, et avaient à la place un simple biseau. Les derniers modèles Unica 6 et Grifones sont parfois vus avec des pièces dépareillées, par exemple des cylindres bleuis sur un cadre en nickel ou des pièces estampées grifone mélangées à des pièces unica 6. Cela était dû aux lois italiennes sur la faillite obligeant l'entreprise à poursuivre ses opérations après avoir déclaré l'insolvabilité sans fabriquer de nouvel inventaire, tout en liquidant tous les stocks et actifs existants. Après cette période de mise sous séquestre, tous les stocks restants, y compris les pièces, ont été vendus à CDNN Investments à Abilene, Texas et liquidés à des taux réduits.
Voici les principales variantes du revolver Mateba ,,,:
- Défense - Canon 4", .357 Magnum
- Protection du domicile - Canon 5", .44 Remington Magnum
- Dynamic Sportiva - Canon de 5" ou 6", .357 Magnum, .41 Magnum, .44 Magnum
- Hunter - Canon fileté 8 3/8", .357 Magnum, .44 Remington Magnum ( .44 S&W Special ), .454 Casull

De plus, l'arme proposait la possibilité de pouvoir changer de taille de canon via des canons interchangeables de 3", 4", 5", 6", 7" et 8" pouces.
Il aurait apparemment existé un chambrage en 30-357 AeT proposé selon les manuels publiés en 2000, on ne sait pas s'ils ont réellement été produits dans ce calibre.

### Mateba Grifone
Pour les articles homonymes, voir Grifone (homonymie).
Une autre variante également disponible était le Mateba Grifone, une carabine revolver qui se déclinait en trois variantes principales :
- Grifone - Le Grifone standard accouplé à un  canon de 460 millimètre (18 in), garde-main et crosse, et comprenait un carénage de canon avec 4 fentes largement espacées en haut.
- Grifone MoSer - Chambré en .454 Casull et accouplé à un  canon plus long de 510mm, y compris un carénage plus long avec 5 fentes largement espacées en haut.
- Grifone Short - Inclus un canon plus court de 320 mm et un carénage avec 4 fentes étroitement espacées.

Ces version carabine était disponible dans les calibres suivants :
- .357 Magnum - Grifone, Grifone court
- .41 Magnum - Grifone
- .44 Magnum - Grifone, Grifone court
- .454 Casull - Grifone MoSer

La crosse était disponible en 2 styles, une crosse en noyer massif de forme traditionnelle ou une crosse en métal de style "squelettique" avec un repose-joue en noyer.

## Capacité de plusieurs cartouches

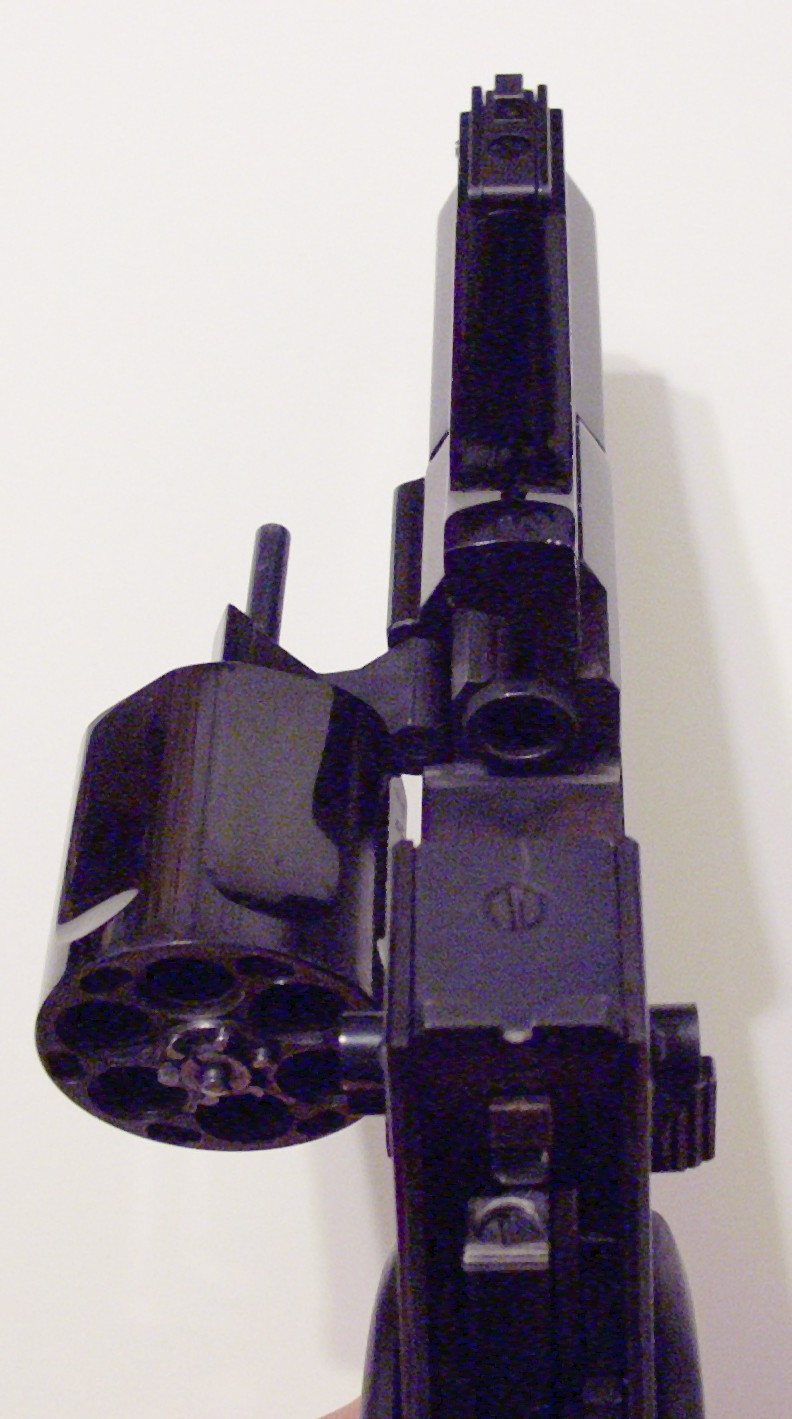
Vue arrière de l'Unica 6 avec le barillet en position ouverte.

Les revolvers automatiques Mateba chambrés en .357 Magnum peuvent être chargés avec des munitions de .38 spéciales comme la plupart des armes chambrées en 357. Cependant, les charges de .38 spéciales n'ont pas assez de puissance pour faire cycler complètement le mécanisme de recul, mais l'arme pourra toujours fonctionner avec une détente à double action. Il existe deux ressorts de recul en option conçus spécifiquement pour l'utilisation des cartouches .38 spéciales  qui peuvent être installées par l'utilisateur pour résoudre ce problème (.38 Special et .38 wadcutter ). Le remplacement du ressort nécessite le retrait de l'ensemble coulissant, qui est bloqué par une goupille de retenue, maintenue en place par une petite vis de réglage dans le pontet. Le carénage du barillet sert de garde-ressort et de tige de guidage.
Les revolvers automatiques chambrés en .44 Magnum peuvent également avoir un changement de ressort de rappel pour cycler efficacement .44 spécial.